# Championnat du Honduras de football 1991-1992
Navigation
Saison précédente Saison suivante
La LINAFUT 1991-1992 est la vingt-sixième édition de la première division hondurienne.
Lors de ce tournoi, le Real España a tenté de conserver son titre de champion du Honduras face aux neuf meilleurs clubs honduriens.
Chacun des dix clubs participant était confronté trois fois aux neuf autres équipes. Puis les cinq meilleures se sont affrontées lors d'une phase finale à la fin de la saison.
Seulement deux places étaient qualificatives pour la Coupe des champions de la CONCACAF.

## Les 10 clubs participants
| \| Tegucigalpa: Atlético Indio CD Motagua CD Olimpia Club Super Estrella Tegucigalpa CD Marathon Real España Tegucigalpa CD Petrotela CD Platense CD Marathon Real España CD Victoria CD Vida CD Victoria CD Vida \| Localisation des clubs engagés dans le championnat. |
| Tegucigalpa: Atlético Indio CD Motagua CD Olimpia Club Super Estrella Tegucigalpa CD Marathon Real España Tegucigalpa CD Petrotela CD Platense CD Marathon Real España CD Victoria CD Vida CD Victoria CD Vida                                                           |

| Club                | Stade                        | Capacité          | Ville          |
| Club Super Estrella | Stade inconnu                | Capacité inconnue | Danlí          |
| Atlético Indio (en) | Stade Tiburcio Carias Andino | 35 000            | Tegucigalpa    |
| CD Marathon         | Stade Yankel Rosenthal       | 15 000            | San Pedro Sula |
| CD Motagua          | Stade Tiburcio Carias Andino | 35 000            | Tegucigalpa    |
| CD Olimpia          | Stade Tiburcio Carias Andino | 35 000            | Tegucigalpa    |
| CD Petrotela (en)   | Stade inconnu                | 3 000             | Tela           |
| CD Platense         | Stade Excelsior              | 10 000            | Puerto Cortés  |
| Real España         | Stade Francisco Morazán      | 20 000            | San Pedro Sula |
| CD Victoria         | Stade Nilmo Edwards          | 25 000            | La Ceiba       |
| CD Vida             | Stade Nilmo Edwards          | 25 000            | La Ceiba       |

## Compétition
La compétition se déroule en plusieurs phases.
Dans un premier temps l'ensemble des équipes s'affrontent à trois reprises dans une phase régulière qui compte 27 journées. Le leader de cette première phase est qualifié pour la finale du championnat.
Dans un second temps, les cinq premiers participe à la phase pentagonale ou chaque club affronte deux fois les quatre autres. Le vainqueur de cette phase se qualifie également pour la finale.
Enfin si le leader de la phase régulière et le vainqueur de la phase pentagonale sont différents, les deux équipes s'affrontent lors d'une finale pour désigner le champion de la saison.

### Phase régulière
Lors de la phase régulière les dix équipes affrontent à trois reprises les neuf autres équipes selon un calendrier tiré aléatoirement.
Les cinq meilleures équipes sont qualifiées pour la phase finale.
Le classement est établi sur l'ancien barème de points (victoire à 2 points, match nul à 1, défaite à 0).
Le départage final se fait selon les critères suivants :
- Le nombre de points.
- La différence de buts générale.
- La différence de buts particulière.
- Le nombre de buts marqué.

#### Classement
| Rang | Équipe                  | Pts | J  | G  | N  | P  | Bp | Bc | Diff |
| ---- | ----------------------- | --- | -- | -- | -- | -- | -- | -- | ---- |
| 1    | CD Motagua              | 37  | 27 | 16 | 5  | 6  | 38 | 19 | +19  |
| 2    | Real España (T)         | 35  | 27 | 14 | 7  | 6  | 37 | 23 | +14  |
| 3    | CD Olimpia              | 32  | 27 | 14 | 4  | 9  | 39 | 23 | +16  |
| 4    | CD Marathon             | 28  | 27 | 9  | 10 | 8  | 32 | 27 | +5   |
| 5    | CD Platense             | 27  | 27 | 8  | 11 | 8  | 27 | 28 | -1   |
| 6    | CD Victoria             | 26  | 27 | 9  | 8  | 10 | 29 | 28 | +1   |
| 7    | CD Vida                 | 24  | 27 | 7  | 10 | 10 | 22 | 31 | -9   |
| 8    | CD Petrotela (en)       | 24  | 27 | 5  | 14 | 8  | 23 | 35 | -12  |
| 9    | Club Super Estrella     | 19  | 27 | 5  | 9  | 13 | 24 | 39 | -15  |
| 10   | Atlético Indio (en) (P) | 18  | 27 | 2  | 14 | 11 | 19 | 37 | -18  |

| Légende : Qualifications et relégations | Légende : Qualifications et relégations                                                               |
| --------------------------------------- | --- |
|                                         | Coupe des champions de la CONCACAF 1993 (3e Tour de qualification)                                    |
|                                         | Coupe des champions de la CONCACAF 1993 (2e Tour de qualification)                                    |
|                                         | Relégué en Liga Nacional de Ascenso                                                                   |
|                                         | En gras : Qualifié pour la phase pentagonale (T) : Tenant du titre (P) : Promu de la saison 1990-1991 |

### La Phase Pentagonale
Le classement est établi sur l'ancien barème de points (victoire à 2 points, match nul à 1, défaite à 0).
Le départage final se fait selon les critères suivants :
- Le nombre de points.
- Un match de barrage en cas de qualification en jeu.

| Rang | Équipe          | Pts | J | G | N | P | Bp | Bc | Diff |
| ---- | --------------- | --- | - | - | - | - | -- | -- | ---- |
| 1    | Real España (T) | 13  | 8 | 6 | 1 | 1 | 15 | 5  | +10  |
| 2    | CD Olimpia      | 11  | 8 | 5 | 1 | 2 | 18 | 9  | +9   |
| 3    | CD Platense     | 7   | 8 | 2 | 3 | 3 | 10 | 13 | -3   |
| 4    | CD Marathon     | 7   | 8 | 2 | 3 | 3 | 12 | 17 | -5   |
| 5    | CD Motagua      | 2   | 8 | 0 | 2 | 6 | 3  | 14 | -11  |

### Finale
| Match aller     | Real España | 0-0   | CD Motagua | Stade Francisco Morazán |  |
| 29 février 1992 |             | (0-0) |            |                         |  |

| Match retour | CD Motagua          | 1-0 | Real España | Stade Tiburcio Carias Andino |                      |
| 5 mars 1992  | Alex Giovanni Avila |     |             | Spectateurs : 32 299         | Spectateurs : 32 299 |

## Bilan du tournoi
| Tableau d'Honneur                   |            |
| Compétition                         | Vainqueur  |
| Liga Nacional de Fútbol de Honduras | CD Motagua |

| Qualifications continentales 1992-1993 |             |
| Coupe des champions de la CONCACAF     | Qualifiés   |
| 3e tour de qualification               | CD Motagua  |
| 2e tour de qualification               | Real España |

| Promotions et relégations           |                     |
| Relégué en Liga Nacional de Ascenso | Atlético Indio (en) |
| Promu de Liga Nacional de Ascenso   | Real Maya Deportivo |